# Potrerillos (El Paraíso)
Potrerillos est une municipalité du Honduras, située dans le département de El Paraíso. Elle est fondée en 1900. La municipalité de Potrerillos comprend 8 villages et 25 hameaux.

## Crédit d'auteurs
- (en) Cet article est partiellement ou en totalité issu de l’article de Wikipédia en anglais intitulé « Potrerillos, El Paraíso » (voir la liste des auteurs).